# Forme de connexion
En géométrie différentielle, une 1-forme de connexion est une forme différentielle sur un {\displaystyle G}-fibré principal qui vérifie certains axiomes.
La donnée d'une forme de connexion permet de parler, entre autres, de courbure, de torsion, de dérivée covariante, de relevé horizontal, de transport parallèle, d'holonomie et de théorie de jauge.
La notion de forme de connexion est intimement reliée à la notion de connexion d'Ehresmann.

## Définition
Soient :
- {\displaystyle G}, un groupe de Lie ;
- {\displaystyle e\in G}, l'élément identité de {\displaystyle G} ;
- {\displaystyle {\mathfrak {g}}:=\mathrm {Lie} (G):=T_{e}G} l'algèbre de Lie de {\displaystyle G} ;
- {\displaystyle \mathrm {Ad} :G\to \mathrm {Aut} ({\mathfrak {g}})}, la représentation adjointe de {\displaystyle G} sur {\displaystyle {\mathfrak {g}}} ;
- {\displaystyle B}, une variété différentielle ;
- {\displaystyle \pi :P\to B}, un {\displaystyle G}-fibré principal sur {\displaystyle B}.

Dénotons l'action de groupe à droite de {\displaystyle G} sur {\displaystyle P} par :
{\displaystyle \Phi :G\to \mathrm {Diff} (P)}
de sorte que {\displaystyle a\cdot \lambda =\Phi _{\lambda }(a)} pour tout {\displaystyle a\in P} et tout {\displaystyle \lambda \in G}.
La différentielle à l'identité de {\displaystyle \Phi } est l'application qui envoie un élément {\displaystyle \xi \in {\mathfrak {g}}} à son champ vectoriel fondamental {\displaystyle \xi ^{\bullet }} sur {\displaystyle P} :
{\displaystyle \Phi _{*}|_{e}:{\mathfrak {g}}\to {\mathfrak {X}}(P);\xi \mapsto \xi ^{\bullet }}
Définition :
Une 1-forme de connexion sur {\displaystyle P} est une 1-forme différentielle {\displaystyle A} sur {\displaystyle P} qui est à valeurs en {\displaystyle {\mathfrak {g}}} et qui vérifie les axiomes suivants :
1. {\displaystyle A} est {\displaystyle \mathrm {Ad} }-équivariante, i.e. :
{\displaystyle (\Phi _{\lambda })^{*}A=\mathrm {Ad} _{\lambda }^{-1}\circ A,\qquad \forall \lambda \in G}
2. {\displaystyle A} est l'application inverse de l'application envoyant {\displaystyle \xi \in {\mathfrak {g}}} à son champ vectoriel fondamental {\displaystyle \xi ^{\bullet }}, i.e. :
{\displaystyle A(\xi ^{\bullet })=\xi ,\qquad \forall \xi \in {\mathfrak {g}}}

## Relation avec la notion de connexion d'Ehresmann
Sur {\displaystyle P} repose une distribution verticale canonique {\displaystyle V\subset TP} qui est intégrable et dont les feuilles sont les {\displaystyle G}-fibres de {\displaystyle P}.
Une connexion d'Ehresmann sur {\displaystyle P} est une distribution horizontale {\displaystyle H\subset TP} qui satisfait trois axiomes :
1. {\displaystyle V+H=TP}
2. {\displaystyle V\cap H=\{0\}}
3. {\displaystyle H} est {\displaystyle G}-invariante, i.e. :
{\displaystyle (\Phi _{\lambda })_{*}(v)\in H,\qquad \forall \lambda \in G,\;\forall v\in H}
La relation entre la notion de connexion d'Ehresmann et de forme de connexion se résume à ce qu'une distribution horizontale donnée soit la distribution noyau d'une forme de connexion donnée :
{\displaystyle H=\ker(A)}
L'axiome d'{\displaystyle \mathrm {Ad} }-équivariance d'une forme de connexion {\displaystyle A} est équivalent à l'axiome de {\displaystyle G}-invariance de la distribution horizontale {\displaystyle H}.

## Projection verticale et projection horizontale
Définition :
Considérons une 1-forme de connexion {\displaystyle A} sur {\displaystyle P}.
La projection verticale et la projection horizontale de {\displaystyle A} sont respectivement données en tout {\displaystyle a\in P} et tout {\displaystyle v\in T_{a}P} par :
{\displaystyle \mathrm {ver} :T_{a}P\to V_{a};v\mapsto ((A(v))^{\bullet })_{a}}
{\displaystyle \mathrm {hor} :T_{a}P\to H_{a};v\mapsto v-\mathrm {ver} (v)}
Ce faisant, tout vecteur tangent sur {\displaystyle P} se décompose de manière unique comme :
{\displaystyle v=\mathrm {ver} (v)+\mathrm {hor} (v)}

## Forme de courbure
Soient :
- {\displaystyle \mathrm {Ad} P:=P\times _{\mathrm {Ad} }{\mathfrak {g}}}, le fibré adjoint de {\displaystyle P} ;
- {\displaystyle \wedge :\Omega ^{p}(P;\mathbb {R} )\times \Omega ^{q}(P;\mathbb {R} )\to \Omega ^{p+q}(P;\mathbb {R} )} le produit extérieur sur les {\displaystyle k}-formes différentielles réelles sur {\displaystyle P} ;
- {\displaystyle [\cdot ,\cdot ]:{\mathfrak {g}}\times {\mathfrak {g}}\to {\mathfrak {g}}} le crochet de Lie sur l'algèbre de Lie {\displaystyle {\mathfrak {g}}} ;
- {\displaystyle [\cdot \wedge \cdot ]:\Omega ^{p}(P;{\mathfrak {g}})\times \Omega ^{q}(P;{\mathfrak {g}})\to \Omega ^{p+q}(P;{\mathfrak {g}})} le produit wedge-crochet sur les {\displaystyle k}-formes différentielles à valeurs en {\displaystyle {\mathfrak {g}}} sur {\displaystyle P}, défini par les combinaisons linéaires de :

{\displaystyle [(\alpha _{1}\otimes \xi _{1})\wedge (\alpha _{2}\otimes \xi _{2})]:=(\alpha _{1}\wedge \alpha _{2})\otimes [\xi _{1},\xi _{2}],\qquad \forall \alpha _{1}\in \Omega ^{p}(P;\mathbb {R} ),\;\alpha _{2}\in \Omega ^{q}(P;\mathbb {R} ),\;\xi _{1},\xi _{2}\in {\mathfrak {g}}}
Définition :
La 2-forme de courbure sur {\displaystyle P} d'une forme de connexion {\displaystyle A} est par définition :
{\displaystyle F_{A}^{\sharp }=(dA)_{\mathrm {hor} }=(dA)(\mathrm {hor} (\cdot ),\mathrm {hor} (\cdot ))}
Remarque :
La 2-forme de courbure sur {\displaystyle P} peut aussi s'écrire comme :
{\displaystyle F_{A}^{\sharp }:=dA+{\frac {1}{2}}[A\wedge A]\in \Omega ^{2}(P;{\mathfrak {g}})}
Définition :
La 2-forme de courbure étant une forme basique, elle descend à la 2-forme de courbure sur {\displaystyle B} :
{\displaystyle F_{A}\in \Omega ^{2}(B;\mathrm {Ad} P)}

## Dérivée covariante
Soient :
- {\displaystyle V}, un espace vectoriel ;
- {\displaystyle \rho :G\to \mathrm {Aut} (V)}, une représentation linéaire de {\displaystyle G} sur {\displaystyle V} ;
- {\displaystyle E:=P\times _{\rho }V}, un {\displaystyle V}-fibré vectoriel associé.

À une section {\displaystyle \psi \in \Gamma (E)} du fibré {\displaystyle E} correspond une fonction {\displaystyle \rho }-équivariante {\displaystyle \psi ^{\sharp }:P\to V}. De même, à toute fonction {\displaystyle \rho }-équivariante {\displaystyle \psi ^{\sharp }} sur {\displaystyle P} descend à une section de {\displaystyle E}.
Définition :
La dérivée covariante sur {\displaystyle P} d'une fonction {\displaystyle \rho }-équivariante {\displaystyle \psi ^{\sharp }:P\to V} est :
{\displaystyle d^{A}\psi ^{\sharp }:=(d\psi ^{\sharp })_{\mathrm {hor} }=(d\psi ^{\sharp })(\mathrm {hor} (\cdot ))\in \Omega ^{1}(P;V)}
Remarque :
La dérivée covariante sur {\displaystyle P} de {\displaystyle \psi ^{\sharp }} peut aussi s'écrire :
{\displaystyle d^{A}\psi ^{\sharp }=d\psi ^{\sharp }+(\rho _{*}|_{e}(A))\psi ^{\sharp }}
où {\displaystyle \rho _{*}|_{e}:{\mathfrak {g}}\to \mathrm {End} (V)} est la représentation infinitésimale correspondant à la représentation {\displaystyle \rho }.
La dérivée covariante sur {\displaystyle B} de {\displaystyle \psi \in \Gamma (E)} est :
{\displaystyle d_{A}\psi :=(d^{A}\psi ^{\sharp })_{\sharp }\in \Omega ^{1}(B;E)}
Remarque :
Donnée une section trivialisante locale {\displaystyle s_{\mu }:(U_{\mu }\subset B)\to (\pi ^{-1}(U_{\mu })\subset P)}, la dérivée covariante de {\displaystyle \psi \in \Gamma (E)} s'écrit explicitement comme :
{\displaystyle (d_{A}\psi )_{\mu }=d\psi _{\mu }+(\rho _{*}|_{e}(A_{\mu }))\psi _{\mu }}
où :
- {\displaystyle (d_{A}\psi )_{\mu }:=s_{\mu }^{*}(d^{A}\psi ^{\sharp })\in \Omega ^{1}(U_{\mu };V)} ;
- {\displaystyle \psi _{\mu }:=s_{\mu }^{*}\psi ^{\sharp }\in \Omega ^{0}(U_{\mu };V)} ;
- {\displaystyle A_{\mu }:=s_{\mu }^{*}A\in \Omega ^{1}(U_{\mu };{\mathfrak {g}})}.

Pour cette raison, la dérivée covariante est souvent dénotée, par abus de notation, plus simplement :
{\displaystyle d_{A}=d+A_{\mu }}
Aussi, la dérivée covariante est souvent dénotée {\displaystyle \nabla }.
Pour {\displaystyle X\in {\mathfrak {X}}(B)}, un champ vectoriel, on a :
{\displaystyle \nabla _{X}=\iota _{X}d_{A}}
Enfin, notons que la notion de dérivée covariante se généralise directement à la notion de dérivée covariante extérieure sur les {\displaystyle k}-formes différentielles à valeurs en le fibré associé {\displaystyle E} :
{\displaystyle d_{A}:\Omega ^{k}(B;E)\to \Omega ^{k+1}(B;E)}

## Relevé horizontal
Définition :
Un relevé horizontal d'une courbe différentiable {\displaystyle \gamma :[0,1]\to B} est une courbe {\displaystyle {\tilde {\gamma }}:[0,1]\to P} telle que pour tout {\displaystyle t\in [0,1]} on ait:
{\displaystyle \pi \circ {\tilde {\gamma }}(t)=\gamma (t)}
{\displaystyle A|_{{\tilde {\gamma }}(t)}({\dot {\tilde {\gamma }}}(t))=0}.

## Holonomie
Soient :
- {\displaystyle \gamma :[0,1]\to B} une courbe différentiable paramétrée en {\displaystyle B} telle que {\displaystyle \gamma (0)=\gamma (1)};
- {\displaystyle {\tilde {\gamma }}:[0,1]\to P} un relevé horizontal de {\displaystyle \gamma } pour la connexion {\displaystyle A}.

Définition :
L'holonomie de la connexion {\displaystyle A} pour le lacet {\displaystyle \gamma } en {\displaystyle B} est par définition l'unique {\displaystyle \lambda \in G} tel que :
{\displaystyle {\tilde {\gamma }}(1)={\tilde {\gamma }}(0)\cdot \lambda }

## Transport parallèle
Soient :
- {\displaystyle \gamma :[0,1]\to B} et {\displaystyle {\tilde {\gamma }}:[0,1]\to P} un de ses relevés horizontaux ;
- {\displaystyle x_{0}=\gamma (0)} et {\displaystyle x_{1}=\gamma (1)} ;
- {\displaystyle v\in E_{x_{0}}}, un élément du fibré {\displaystyle E} en {\displaystyle x_{0}} ;
- {\displaystyle v^{\sharp }:\pi ^{-1}(x_{0})\to V}, l'application {\displaystyle \rho }-équivariante correspondant à {\displaystyle v} ;
- {\displaystyle w^{\sharp }:\pi ^{-1}(x_{1})\to V}, l'unique application {\displaystyle \rho }-équivariante telle que :

{\displaystyle w^{\sharp }\circ {\tilde {\gamma }}(1)=v^{\sharp }\circ {\tilde {\gamma }}(0)}
Définition :
Le transport parallèle de {\displaystyle v\in E} le long du chemin {\displaystyle \gamma } pour la connexion {\displaystyle A} est par définition :
{\displaystyle w:=(w^{\sharp })_{\sharp }\in E_{x_{1}}}

## Livres et cours
- Pour un traitement en détail de ce qui précède, voir :
(en) Shoshichi Kobayashi (en) et Katsumi Nomizu (en), Foundations of Differential Geometry, 1963.
- Pour un cours accessible avec exercices sur la théorie de jauge, voir :
(en) José Figueroa-O’Farrill, Lectures on Gauge Theory, 2006
- Pour aller plus loin en théorie de jauge, voir :
(en) S. K. Donaldson et P. B. Kronheimer, The Geometry of Four-Manifolds, 1986.